# 第15回ロサンゼルス映画批評家協会賞
第15回ロサンゼルス映画批評家協会賞は、ロサンゼルス映画批評家協会によって1989年の映画に贈られた映画賞である。1989年12月16日に発表され、1990年1月16日に授賞式が行われた。

## 受賞
- 主演男優賞: 
  - ダニエル・デイ＝ルイス – 『マイ・レフトフット』

- 主演女優賞:
  - アンディ・マクダウェル – 『セックスと嘘とビデオテープ』
  - ミシェル・ファイファー – 『恋のゆくえ/ファビュラス・ベイカー・ボーイズ』

- 撮影賞:
  - 『恋のゆくえ/ファビュラス・ベイカー・ボーイズ』 - ミヒャエル・バルハウス

- 監督賞: 
  - スパイク・リー - 『ドゥ・ザ・ライト・シング』

- ドキュメンタリー賞: 
  - 『ロジャー&ミー』

- 作品賞:
  - 『ドゥ・ザ・ライト・シング』

- 外国映画賞:
  - 『遠い声、静かな暮し』 ( イギリス)
  - 『主婦マリーがしたこと』 ( フランス)

- アニメ映画賞:
  - 『リトル・マーメイド』

- 音楽賞: 
  - ビル・リー - 『ドゥ・ザ・ライト・シング』

- 脚本賞:
  - 『ドラッグストア・カウボーイ』 - ガス・ヴァン・サント、ダン・ヨスト

- 助演男優賞: 
  - ダニー・アイエロ - 『ドゥ・ザ・ライト・シング』

- 助演女優賞: 
  - ブレンダ・フリッカー - 『マイ・レフトフット』